# Antonio Maria Erba Odescalchi
Antonio Maria Erba Odescalchi (Milano, 21 gennaio 1712 – Roma, 28 marzo 1762) è stato un cardinale italiano della Chiesa cattolica.

## Biografia
Nato a Milano il 21 gennaio 1712 dalla nobile famiglia degli Erba-Odescalchi, era pronipote di papa Innocenzo XI nonché nipote del cardinale Benedetto Erba Odescalchi. Sarà zio del cardinale Carlo Odescalchi. Era il primogenito degli undici figli di Alessandro Erba, marchese di Mondonico e Apollonia Trotti.
Dopo aver ottenuto la laurea in utroque iure presso l'Università di Milano il 10 febbraio 1733, venne ordinato sacerdote il 22 settembre 1736 iniziando una lunga e fruttuosa carriera ecclesiastica.
Venne quindi nominato protonotario apostolico partecipante e quindi decano di questo stesso gruppo. Nominato segretario della Sacra Congregazione per le Indulgenze e le Sacre Reliquie, divenne precettore dell'arcispedale di Santo Spirito in Sassia, a Roma. Successivamente divenne referendario del Supremo Tribunale della Segnatura Apostolica e ottenne la carica di protonotario onorario e maestro di camera di Sua Santità.
Creato cardinale presbitero nel concistoro del 24 settembre 1759, ottenne in contemporanea il titolo di arcivescovo titolare di Nicea e dal 28 settembre di quell'anno divenne vicario generale di Sua Santità per Roma e per il suo distretto. Il 14 ottobre 1759 ottenne inoltre la consacrazione vescovile nella chiesa di San Tommaso di Castel Gandolfo, per le mani di papa Clemente XIII co-consacranti i cardinali Camillo Paolucci, vescovo di Frascati, e Carlo Alberto Guidobono Cavalchini, vescovo di Albano. Nella stessa cerimonia venne consacrato anche Ludovico Valenti, vescovo di Rimini, futuro cardinale. Il 19 novembre 1759 Antonio Maria Erba Odescalchi ricevette la berretta cardinalizia ed il titolo di San Marcello.
Nominato quindi prefetto della Sacra Congregazione della Residenza dei Vescovi, morì il 28 marzo 1762 a Roma. La sua salma venne esposta nella chiesa di San Marcello, ove ebbero luogo anche i funerali. Fu sepolto nella basilica dei Santi Apostoli a Roma.

## Genealogia episcopale e successione apostolica
La genealogia episcopale è:
- Cardinale Scipione Rebiba
- Cardinale Giulio Antonio Santori
- Cardinale Girolamo Bernerio, O.P.
- Arcivescovo Galeazzo Sanvitale
- Cardinale Ludovico Ludovisi
- Cardinale Luigi Caetani
- Cardinale Ulderico Carpegna
- Cardinale Paluzzo Paluzzi Altieri degli Albertoni
- Papa Benedetto XIII
- Papa Benedetto XIV
- Papa Clemente XIII
- Cardinale Antonio Maria Erba Odescalchi

La successione apostolica è:
- Vescovo Giuseppe Maria Centini (1760)
- Patriarca Juan Portugal de la Puebla (1760)
- Vescovo Giuseppe Cacace (1761)

## Ascendenza
|                                                        |                                                    |                                            | Genitori             |  |  | Nonni |  |  | Bisnonni        |  |  | Trisnonni     |  |
|                                                        |                                                    |                                            |                      |  |  |       |  |  | Alessandro Erba |  |  | Girolamo Erba |  |
|                                                        |                                                    |                                            |                      |  |  |       |  |  | Alessandro Erba |  |  | Girolamo Erba |  |
|                                                        |                                                    | Vittoria Olgiati                           |                      |  |  |       |  |  | Alessandro Erba |  |  |               |  |
| Antonio Maria Erba-Odescalchi, I marchese di Mondonico |                                                    |                                            |                      |  |  |       |  |  | Alessandro Erba |  |  |               |  |
|                                                        |                                                    | Lucrezia Odescalchi                        | Livio Odescalchi     |  |  |       |  |  |                 |  |  |               |  |
|                                                        |                                                    | Lucrezia Odescalchi                        | Livio Odescalchi     |  |  |       |  |  |                 |  |  |               |  |
|                                                        |                                                    | Lucrezia Odescalchi                        | Paola Sofia Castelli |  |  |       |  |  |                 |  |  |               |  |
| Alessandro Erba-Odeschalchi, II marchese di Mondonico  |                                                    | Lucrezia Odescalchi                        |                      |  |  |       |  |  |                 |  |  |               |  |
|                                                        |                                                    | Luigi Turconi                              | Ludovico Turconi     |  |  |       |  |  |                 |  |  |               |  |
|                                                        |                                                    | Luigi Turconi                              | Ludovico Turconi     |  |  |       |  |  |                 |  |  |               |  |
|                                                        |                                                    | Luigi Turconi                              | Giulia Muggiasca     |  |  |       |  |  |                 |  |  |               |  |
| Teresa Turconi                                         |                                                    | Luigi Turconi                              |                      |  |  |       |  |  |                 |  |  |               |  |
|                                                        |                                                    | Anna Grassi                                | …                    |  |  |       |  |  |                 |  |  |               |  |
|                                                        |                                                    | Anna Grassi                                | …                    |  |  |       |  |  |                 |  |  |               |  |
|                                                        |                                                    | Anna Grassi                                | …                    |  |  |       |  |  |                 |  |  |               |  |
| Antonio Maria Erba-Odescalchi                          |                                                    | Anna Grassi                                |                      |  |  |       |  |  |                 |  |  |               |  |
|                                                        | Giovanni Battista Trotti, conte di Santa Giulietta | Camillo Trotti                             |                      |  |  |       |  |  |                 |  |  |               |  |
|                                                        | Giovanni Battista Trotti, conte di Santa Giulietta | Camillo Trotti                             |                      |  |  |       |  |  |                 |  |  |               |  |
|                                                        | Giovanni Battista Trotti, conte di Santa Giulietta | Laura Liscati                              |                      |  |  |       |  |  |                 |  |  |               |  |
| Luigi Trotti, conte di Santa Giulietta                 | Giovanni Battista Trotti, conte di Santa Giulietta |                                            |                      |  |  |       |  |  |                 |  |  |               |  |
|                                                        |                                                    | Isabella Vismara                           | Pietro Paolo Vismara |  |  |       |  |  |                 |  |  |               |  |
|                                                        |                                                    | Isabella Vismara                           | Pietro Paolo Vismara |  |  |       |  |  |                 |  |  |               |  |
|                                                        |                                                    | Isabella Vismara                           | Margherita Croce     |  |  |       |  |  |                 |  |  |               |  |
| Apollonia Trotti                                       |                                                    | Isabella Vismara                           |                      |  |  |       |  |  |                 |  |  |               |  |
|                                                        |                                                    | Giovanni Pietro Orrigoni, marchese di Ello | Giacinto Orrigoni    |  |  |       |  |  |                 |  |  |               |  |
|                                                        |                                                    | Giovanni Pietro Orrigoni, marchese di Ello | Giacinto Orrigoni    |  |  |       |  |  |                 |  |  |               |  |
|                                                        |                                                    | Giovanni Pietro Orrigoni, marchese di Ello | Maddalena Bonacina   |  |  |       |  |  |                 |  |  |               |  |
| Teresa Orrigoni                                        |                                                    | Giovanni Pietro Orrigoni, marchese di Ello |                      |  |  |       |  |  |                 |  |  |               |  |
|                                                        |                                                    | Anna Maria Castelli                        | Francesco Castelli   |  |  |       |  |  |                 |  |  |               |  |
|                                                        |                                                    | Anna Maria Castelli                        | Francesco Castelli   |  |  |       |  |  |                 |  |  |               |  |
|                                                        |                                                    | Anna Maria Castelli                        | Anna Castelli Crotti |  |  |       |  |  |                 |  |  |               |  |
|                                                        |                                                    | Anna Maria Castelli                        |                      |  |  |       |  |  |                 |  |  |               |  |